# الببور التسمانية
الببور التسمانيَّة (الاسم العلمي: Thylacinidae) هي فصيلةٌ منقرضة من الحيوانات الجرابيَّة اللاحمة، التي تُشبه في مظهرها الكلاب، وهي تنتمي إلى مجموعة دصيوريات الشكل. النوع الوحيد من الفصيلة الذي ظلَّ حياً إلى أوقاتٍ حديثة هو الببر التسماني، إلا أنَّه انقرض في سنة 1936 نتيجة الصَّيد الجائر.